# First Saturday
First Saturday (Ungarisch: Első Szombat; zu Deutsch: Erster Samstag) ist die Bezeichnung monatlich stattfindender Schachturniere, die seit 1992 in Budapest ausgetragen werden. Das primäre Ziel ist, aufstrebenden Schachtalenten die Möglichkeit zu bieten, ihre Elo-Zahl zu verbessern und Titelnormen zu erreichen.

## Turniere
Die Turniere haben garantiertes Meister-Niveau, um Normerfüllungen für FIDE-Titel zu ermöglichen. Im Allgemeinen findet jeden Monat, bis auf Januar, ein Großmeister-, ein IM- und zwei FIDE-Meister-Turniere statt, mit circa 60 Spielern und Spielerinnen aus über 10 Verbänden. Zudem werden Schnellschach-Turniere veranstaltet. Seit Oktober 2016 findet die Sofia-Regel Anwendung, das Remis vor dem 30. Zug ist untersagt.

## Organisation
Initiiert und von Beginn an geleitet werden die Turniere von László Nagy, "Mr. First Saturday", wie er genannt wird. Zu seiner Motivation sagt er:

“I love chess. If people love chess, I love them; and they love me. People know that they can approach me with any sort of inquiry (...), even outside of the sphere of chess. I have witnessed chess organisers who come on the first day of the tournament to collect the entry fees and than disappear. But human beings need communication. When people cannot talk about their concerns, they become frustrated (...).”

„Ich liebe Schach. Wenn die Leute Schach lieben, liebe ich sie; und sie lieben mich. Die Leute wissen, dass sie mit jeder Angelegenheit zu mir kommen können (...), auch außerhalb der Welt des Schachs. Ich habe Schach-Organisatoren gesehen, die am ersten Tag des Turniers auftauchen, die Startgelder kassieren und dann wieder verschwinden. Aber menschliche Wesen brauchen Kommunikation. Wenn Menschen nicht über ihre Sorgen reden können, werden sie frustriert (...).“

Auf dem FIDE-Kongress Calvia 2004 (Spanien) erhielt Nagy den Titel International Chess Organizer (IO) und ist Mitglied des Fide Organizers' Committee. „Das überträgt uns eine große Verantwortung, da wir vollständig die Organisationsregeln der FIDE erfüllen wollen, damit die Teilnehmer bestens organisierte Turniere genießen können.“ (László Nagy: http://firstsaturday.hu/info.htm)

### Geschichte
Als Nagy 1989 noch in der Ungarischen Armee diente, wurde er gebeten, ein Team junger Schachspieler zu einem Turnier in Vilnius, Litauen (damals Sowjetunion) zu begleiten. Dort freundete er sich mit Fedor Skriptchenko an, einem hohen Mitglied des moldawischen Schachverbands. Jener hatte die Idee, an jedem 15. eines Monats ein Turnier in Chișinău, Moldawien anzubieten und schlug Nagy eine Partnerschaft vor. Doch erst drei Jahre später war Nagy bereit seine Karriere beim Militär aufzugeben, um sich auf die Organisation von Schachturnieren zu konzentrieren. Chisinau erachtete er aufgrund der politischen Lage als ungünstig und entschied sich auch aus Heimatliebe für Budapest als Austragungsort. Er legte den ersten Samstag im Monat als regelmäßigen Starttermin fest, womit auch der Name First Saturday schnell gefunden war; „Der Name klang einprägsam genug für Marketingzwecke“ (László Nagy: )

### Familie
Nagys Ehefrau Ilona kümmert sich vornehmlich um die Kommunikation und Visaangelegenheiten ausländischer Spieler. Der Sohn Tamas verwaltet die Homepage der Veranstaltung.

### Finanzierung
Der Großteil der Einnahmen werden durch die Startgelder der Spieler erwirtschaftet, wovon mittlerweile auch Prämien für Spieler mit Titeln bestritten werden können, deren Teilnahme für die Möglichkeit von Normerfüllungen unabdingbar ist.
Von der Budapester Stadtverwaltung erhält die Veranstaltung einen symbolischen Zuschuss von 500 Euro jährlich. Es gibt einige kleinere Sponsoren, wie beispielsweise Restaurants, die sich durch Spenden von Lebensmitteln beteiligen. Im ersten Jahr ging Nagy noch mit Verlust aus dem Geschäft, im zweiten schloss er zwar noch ohne Gewinn doch auch ohne Verlust und ab dem dritten Jahr konnte er seine Familie allmählich durch die Veranstaltungen ernähren.

## Schiedsrichter
Als Schiedsrichter fungiert der Internationale Schachschiedsrichter IM Miklos Orso. FIDE-Schiedsrichterin Lyudmila Barishnikova aus Aserbaidschan erarbeitete sich durch ihre Unterstützung im Dezember-Turnier 2009 die Norm zum Internationalen Schiedsrichter.

## Berühmte Teilnehmer
Berühmte ungarische Schachspieler, die hier Großmeisternormen erreicht haben, sind zum Beispiel Péter Lékó, Ferenc Berkes, Péter Ács und Csaba Balogh. Auch internationale Spieler erreichten hier Normen, wie beispielsweise der spätere Weltmeister Magnus Carlsen aus Norwegen, Hikaru Nakamura aus den USA, Wassili Jemelin und Alexander Wolschin aus Russland, Nguyễn Ngọc Trường Sơn und Đào Thiên Hải aus Vietnam, Qədir Hüseynov und Teymur Rəcəbov aus Aserbaidschan, Eran Liss, Emil Sutovsky und Evgeny Postny aus Israel, Vadim Milov aus der Schweiz oder Jiří Štoček aus Tschechien.
Mehrere Teilnehmer machten Budapest aufgrund der First Saturday-Turniere vorübergehend zu ihrem Zuhause, so auch IM Jelena Dembo, IM Vasik Rajlich und IM William Paschall aus den USA, IM WGM Iweta Rajlich aus Polen, der deutsche IM Dimo Werner, der Österreicher IM Walter Wittmann und der Brite Mark Lyell. Die vietnamesischen Großmeister Cao Sang und Hoàng Thanh Trang spielen mittlerweile sogar unter ungarischer Flagge.
Im Jahr 2010 nahmen zum ersten Mal Spieler aus Nigeria teil, Olape Bunmi und Agu Uche.